# اد بیشاپ
اد بیشاپ (انگلیسی: Ed Bishop؛ ۱۱ ژوئن ۱۹۳۲ – ۸ ژوئن ۲۰۰۵) یک هنرپیشه اهل ایالات متحده آمریکا بود.
از فیلم‌ها یا برنامه‌های تلویزیونی که وی در آن نقش داشته است می‌توان به یک اودیسه فضایی، الماس‌ها ابدیند، اس‌اواس. تایتانیک اشاره کرد.